# 不壽
不壽（？—前448年），戰國時期越國君主，鹿郢死後繼承君位，前457年至前448年在位。前449年，越国派使者迎娶秦厉共公的女儿。前448年，越國發生宮廷政變，越王不壽被太子朱勾殺害。